# Sant'Ilario dello Ionio
Sant'Ilario dello Ionio è un comune italiano di 1 309 abitanti della città metropolitana di Reggio Calabria in Calabria.
Il municipio si trova a 128 metri sul livello del mare e il comune si estende su una superficie di 14 km², con una densità abitativa di 98,29 abitanti per km².
Confina con i comuni di Antonimina, Ardore, Ciminà, Portigliola e si affaccia sul Mar Ionio.
I suoi abitanti si chiamano santilariesi e il santo patrono è Sant'Ilarione Abate, festeggiato l'ultima domenica di ottobre.

## Geografia fisica
Sant'Ilario dello Ionio si trova al centro della Locride in continuità territoriale, culturale, sociale ed economica con l'area metropolitana di Gerace-Locri-Siderno. Da diversi punti del territorio comunale è possibile vedere contemporaneamente da capo Roccella a capo Bruzzano.

### Territorio
Il territorio comunale si estende su una superficie di circa 13 km² ed ha una densità di popolazione di 105,4 abitanti per km².
Sant'Ilario dello Ionio è al centro di un'area turistica di importanza storico-culturale e balneare, inoltre è situata al centro di una zona agricola particolarmente fertile grazie al clima mite, con produzione di olio d'oliva, vino, agrumi e ortaggi.
Il comune ha subito vari rimaneggiamenti nel corso dei secoli e dopo il terremoto del 1908 è stato quasi completamente ricostruito. Caratterizzato da rilievi continui e persistenti, il territorio è però attraversato da numerose strade che consentono un collegamento fra le contrade.
Dato il clima, questi corsi d'acqua sono in alcuni periodi dell'anno asciutti:
- Fiumara Portigliola detta anche Fiumara di Sant'Ilario;
- Fiumara Condojanni anticamente chiamata anche Fiumara Camuti dal nome del bosco posto tra Condojanni e Ciminà;

### Clima
Il clima di Sant'Ilario dello Ionio è di tipo subtropicale come su tutta la costa dello Jonio, caratterizzato da una maggiore aridità rispetto al classico clima mediterraneo. Il clima dei rilievi che caratterizzano il selvaggio Aspromonte è invece quasi del tipo appenninico.
L'inverno è mite e breve e le temperature raramente si avvicinano allo zero, con una media su base annua di 17,32 °C e una media annua delle precipitazioni piovose di 547,16 mm. Durante l'anno vi sono circa 300 giornate soleggiate su 365.
| Reggio Calabria     | Mesi | Mesi | Mesi | Mesi | Mesi | Mesi | Mesi | Mesi | Mesi | Mesi | Mesi | Mesi | Stagioni | Stagioni | Stagioni | Stagioni | Anno |
| Reggio Calabria     | Gen  | Feb  | Mar  | Apr  | Mag  | Giu  | Lug  | Ago  | Set  | Ott  | Nov  | Dic  | Inv      | Pri      | Est      | Aut      | Anno |
| ------------------- | ---- | ---- | ---- | ---- | ---- | ---- | ---- | ---- | ---- | ---- | ---- | ---- | -------- | -------- | -------- | -------- | ---- |
| T. max. media (°C)  | 15   | 15   | 17   | 19   | 24   | 28   | 31   | 31   | 28   | 24   | 20   | 17   | 15,7     | 20       | 30       | 24       | 22,4 |
| T. min. media (°C)  | 8    | 8    | 9    | 11   | 15   | 18   | 22   | 22   | 19   | 16   | 12   | 10   | 8,7      | 11,7     | 20,7     | 15,7     | 14,2 |
| Precipitazioni (mm) | 63   | 52   | 43   | 31   | 17   | 9    | 6    | 9    | 29   | 53   | 63   | 59   | 174      | 91       | 24       | 145      | 434  |

Classificazione climatica: zona B

## Storia
L'Oppedisano nel volume Cronistoria della Diocesi di Gerace asserisce che Sant'Ilario fu fondata dalla famiglia Carafa di Roccella alla fine del Cinquecento.
La città conobbe un forte incremento demografico alla fine del Seicento quando divenne università autonoma da Condojanni.

### Simboli

#### Stemma
La descrizione dello stemma del Comune di Sant'Ilario dello Ionio:
Tale stemma è molto simile sia allo stemma Carafa:
Sia all'antico stemma di Condojanni:
Presumibilmente si tratta infatti dell'unione di questi due stemmi.

#### Gonfalone
Lo statuto comunale riporta:

## Monumenti e luoghi d'interesse

### Architetture religiose
- Parrocchia di Sant'Ilarione
- Chiesa di Sant'Antonio abate - In località Condojanni
- Chiesa di Sant'Anna - Ancor oggi di patronato Speziali
- Chiesa del Sacro Cuore di Gesù - In località Sant'Ilario Marina

### Architetture civili
- Palazzo Vitale - Sede del comune
- Palazzo Speziali Carbone - Sede della Pro Loco
- Villa Speziali - Costruita nella prima metà dell'Ottocento
- Casino Speziali in contrada Fantò
- Casino del principe

### Architetture militari
Nella frazione Condojanni si trova un antico castello normanno

## Società

### Evoluzione demografica
Abitanti censiti

### Lingue e dialetti
Il calabrese meridionale, come tutte le lingue, si è evoluto negli anni. Nato dal greco dei coloni ellenici che fondarono varie colonie, l'idioma ellenico fu parlato come in altre zone della regione anche nel periodo Romano insieme al latino e poi fino all'età bizantina.

### Tradizioni e folclore

#### Festa di Sant'Ilarione Abate
È la festa più importante e si svolge l'ultima domenica di Ottobre. È una festa ancestrale che in passato coincideva con l'apertura del vino novello e l'uccisione del maiale.

#### La settimana Santa
Il Giovedì Santo, la Chiesa parrocchiale allestisce il "Sepolcro" (altare della reposizione), che, dopo la Messa in Coena Domini, riceve il pellegrinaggio di centinaia di persone.
Il Venerdì Santo, era molto suggestiva la Processione dell'Addolorata: un'enorme massa di fedeli accompagnava per le strade cittadine la statua della Madonna in un contesto di inverosimile silenzio. Dal 2011 tale manifestazione religiosa è stata abolita dal parroco proveniente dall'Africa.

#### L'affruntata del giorno di Pasqua
La domenica di Pasqua, dopo la messa, alcuni fedeli davano vita ad una suggestiva rappresentazione della Passione di Cristo durante la quale portavano lungo il corso sulle spalle le statue dell'Addolorata, di San Giovanni e del Cristo risorto. San Giovanni si recava dalla Madonna per annunciarle che il figlio è risorto. Inizialmente lei non credeva, ma poi decideva di seguire l'apostolo. Percorrendo il corso le statue di Gesù e della Vergine si incontravano in piazza e, improvvisamente, alla Madonna veniva tolto il velo nero che le copriva il capo per far posto a un drappo azzurro. Alla fine degli anni settanta la manifestazione è stata soppressa per volontà del parroco, che la reputava di carattere pagano.

## Geografia antropica

### Frazioni
- Condojanni (greco calabro: Kontojiànni) è una frazione del comune di Sant'Ilario dello Ionio, situata a circa 1,1 chilometri dal centro comunale, a 159 m sul livello del mare, ha una popolazione di circa 80 abitanti[4]. Fino al 1811 fu comune autonomo e capoluogo di una contea che comprendeva anche Sant'Ilario dello Ionio e Ciminà.
- Marina di Sant'Ilario
- Quarantano
- Cardesi

## Economia
Il clima aveva favorito in passato l'economia agricola basata prevalentemente sulla produzione di grano, olive, uva, pomodori, agrumi tra cui il bergamotto e accompagnata da allevamenti di ovini e caprini, nonché quella del baco da seta, oggi praticamente scomparsa.
La massiccia emigrazione iniziata negli anni '50, e tuttora in corso in maniera inarrestabile, ha svuotato quasi completamente il paese, cosa comune a tutti i paesi dell'entroterra calabrese.

## Infrastrutture e trasporti
Il comune in località Sant'Ilario Marina è attraversato dalla Strada Statale 106 - E90 che da Reggio Calabria porta verso Taranto, e dalla Ferrovia Jonica Reggio C.-Taranto. Una volta era attiva la stazione ferroviaria ma da qualche anno non è più in funzione.

## Amministrazione
| Periodo          | Periodo          | Primo cittadino     | Partito                                    | Carica      | Note              |
| ---------------- | ---------------- | ------------------- | ------------------------------------------ | ----------- | ----------------- |
| 1945             | 1971             | Francesco Ceravolo  | Democrazia Cristiana                       | sindaco     |                   |
| 1971             | 1985             | Giovanni Palmisani  | Democrazia Cristiana                       | sindaco     |                   |
| 12 maggio 1985   | 1989             | Giovanni Palmisani  | Democrazia Cristiana                       | sindaco     |                   |
| 1989             | 6 maggio 1990    |                     |                                            | comm. pref. |                   |
| 6 maggio 1990    | giugno 1991      | Bianca Talia Aprile | Partito Socialista Italiano                | sindaco     |                   |
| giugno 1991      | novembre 1991    | Pietro Murdaca      | Partito Socialista Italiano                | sindaco     |                   |
| novembre 1991    | aprile 1993      | Paolo Caminiti      | Partito Socialista Italiano                | sindaco     |                   |
| aprile 1993      | 21 novembre 1993 | Giuseppe Putuortì   |                                            | comm. str.  |                   |
| 21 novembre 1993 | 16 novembre 1997 | Giuseppe Palmisani  | Democrazia Cristiana                       | sindaco     |                   |
| 16 novembre 1997 | 26 maggio 2002   | Giuseppe Palmisani  | lista civica                               | sindaco     |                   |
| 26 maggio 2002   | 29 maggio 2007   | Pasquale Brizzi     | lista civica                               | sindaco     |                   |
| 29 maggio 2007   | 15 febbraio 2012 | Pasquale Brizzi     | lista civica                               | sindaco     | [ 6 ]             |
| 15 febbraio 2012 | 25 maggio 2014   |                     |                                            | comm. str.  | [ 7 ] [ 8 ] [ 9 ] |
| 25 maggio 2014   | 26 maggio 2019   | Pasquale Brizzi     | lista civica Insieme per costruire         | sindaco     |                   |
| 26 maggio 2019   | 09 maggio 2024   | Giuseppe Monteleone | Forza Italia lista civica Crescere insieme | sindaco     |                   |
| 09 Maggio 2024   | -in carica       | Pasquale Brizzi     | Forza Sant'Ilario - Lista civica           | Sindaco     |                   |